# Planckova hustota
Planckova hustota je jedna z Planckových jednotek. Definuje se jako Planckova hmotnost v rozmezí Planckového objemu, tedy stejnému objemu který má pravidelný hexahedron (krychle) o straně délky Planckovy délky.
Její hodnota je {\displaystyle 5{,}15500\cdot 10^{96}\ {\frac {\mbox{kg}}{{\mbox{m}}^{3}}}} , což je ekvivalent 100 miliard galaxií zmáčknutých do velikosti jádra atomu.